# Материч, Даница
Даница Йовановна Материч (серб. Даница Јована Матерић; 1921, Трнинича-Бриег — апрель 1943, Книн) — югославская боснийская крестьянка, участница Народно-освободительной войны, Народный герой Югославии.

## Биография
Родилась в 1921 году в деревне Трининича-Бриег близ Дрвара. Четвёртая дочь бедного крестьянина Йована Материча (отец умер от туберкулёза, когда ей было 5 лет). Работала в окрестностях Беловара, помогала своим младшим братьям и сама выучилась грамоте. С осени 1936 года проживала в Дрваре.
На фронте партизанской войны с июля 1941 года, при помощи молодёжи закупала одежду для партизан. В конце 1941 года принята в Союз коммунистической молодёжи Югославии, в начале 1942 года избрана в Дрварский народно-освободительный комитет, в том же году избрана в КПЮ. Состояла в Женском антифашистском фронте.
С января 1943 года Даница несла службу в 10-й краинской бригаде, была политруком 3-й роты 4-го батальона. В апреле 1943 года в составе группы бомбашей участвовала в боях против итальянцев и четников под Врполем, однако её группа отступила после битвы, а сама девушка была ранена и попала в плен. Её отвели в Книн, где связали, раздели догола и избили, а затем в таком состоянии водили по городу. После пыток её казнили.
Похоронена Даница на кладбище павших воинов в Книне. 27 ноября 1953 ей посмертно присвоено звание Народного героя Югославии.